# Gare de Kourdioumivka
La gare de Kourdioumivka (ukrainien : станція Сіль) est la gare de Kourdioumivka du Réseau ferré de Donestk située à trois kilomètres de la ville,  en Ukraine.

## Situation ferroviaire
Elle est située sur la ligne Lyman - Mykytivka. A huit kilomètres de la gare Mayorska et seize de celle de Bakhmout.

## Histoire
Elle fut mise en service en 1913.